# Calçada (Salvador)
A Calçada é o primeiro bairro entre a Cidade Baixa e o subúrbio ferroviário de Salvador, na Bahia, no Brasil. Situa-se próximo à Feira de São Joaquim e ao terminal marítimo. É neste bairro que se encontra a antiga estação ferroviária da cidade, que liga a região de Água de Meninos ao bairro de Paripe por meio do sistema ferroviário urbano. Há, ainda, um plano inclinado que liga a Calçada à Liberdade: o Plano inclinado Liberdade-Calçada.
Um prédio antigo da Petrobras localizado no bairro foi cedido, em fevereiro de 2016, à Universidade do Estado da Bahia (UNEB) para sediar a reitoria dessa instituição, com o propósito de estimular a ocupação do Centro Antigo de Salvador, próximo do qual está a Calçada.

## História
A origem e o nome do bairro é em decorrência de um caminho que foi criado entre a atual Avenida Jequitaia e o Bonfim, denominado "Calçada do Bonfim". Devido à criação da estação ferroviária da Viação Férrea Federal do Leste Brasileiro no local, o comércio no bairro começou a desenvolver rapidamente, e, hoje, tem grande importância nessa região da cidade.
Neste bairro foi elaborada a primeira vila operária do Brasil, para os empregados da Companhia Empório Industrial do Norte, do industrial Luís Tarquínio, na década de 1890.

## Demografia
A região da Baixa do Fiscal foi listada como uma das áreas mais violentas de Salvador, segundo dados do Instituto Brasileiro de Geografia e Estatística (IBGE) e da Secretaria de Segurança Pública (SSP) divulgados no mapa da violência de bairro em bairro pelo jornal Correio em 2012. A taxa de homicídios para cada 100 mil habitantes por ano foi "mais que 90", o pior nível segundo referência da Organização das Nações Unidas (ONU).